# Alexander Cave
Alexander James Edward Cave (13 septembre 1900 - 17 mai 2001) est un chirurgien, anatomiste et universitaire britannique.

## Biographie
Alexander Cave naît à Manchester et fait ses études à la Manchester High School. Il fait ses études à la faculté de médecine de l'université de Manchester et obtient son diplôme en 1923.
Il est démonstrateur principal et maître de conférences en anatomie à l'université de Leeds jusqu'en 1933, date à laquelle il devient conservateur du musée d'anatomie de l'University College de Londres. Il est également Arnott Demonstrator et professeur d'anatomie humaine et comparée au Royal College of Surgeons. Il est professeur d'anatomie au St Bartholomew's Hospital pendant une vingtaine d'années. Il est également examinateur en anatomie pour l'université de Londres, l'université de Cambridge et l'université de Malte. Il est élu fellow du Royal College of Surgeons en 1959 et membre de l'Anatomical Society of Great Britain and Ireland.
Cave est président de la Linnean Society de 1970 à 1973. Il est un fervent catholique et s'implique dans plusieurs tentatives d'authentification de reliques.
Il se marie deux fois : en 1926 avec Dorothy Dimbleby (ils ont une fille) puis en 1970 avec Catherine FitzGerald. Il meurt à Londres le 17 mai 2001. 
William L. Straus et lui sont connus pour avoir publié conjointement en 1957 la remarque concernant les Néandertaliens selon laquelle « S'il pouvait être réincarné et placé dans un métro de New York - à condition qu'il soit baigné, rasé et vêtu de vêtements modernes - il est douteux qu'il attirerait plus l'attention que certains de ses autres habitants, ».